# Pseudoleskeopsis bollei
Pseudoleskeopsis bollei är en bladmossart som beskrevs av P. Rao 2001. Pseudoleskeopsis bollei ingår i släktet Pseudoleskeopsis och familjen Leskeaceae. Inga underarter finns listade i Catalogue of Life.